# ライオネル・ド・ロスチャイルド
ライオネル・ド・ロスチャイルド男爵（英語: Baron Lionel de Rothschild、1808年11月22日 - 1879年6月3日）は、イギリスの銀行家、政治家。英国ロスチャイルド家嫡流の第2代当主。

## 経歴

### 生い立ち
英国ロスチャイルド家の祖であるネイサン・メイヤー・ロスチャイルドの長男として生まれる。弟にアンソニー、ナサニエル、メイヤーがいる。
当時イギリスと同君連合にあったドイツ連邦領邦ハノーファー王国のゲッティンゲン大学で学ぶ。

### 銀行家として
1836年に父ネイサンが死去するとニューコートの銀行業を継承した。ただし彼はまだ若年だったので、ロスチャイルド家全体の統括はパリ家の祖で叔父にあたるジェームズが中心となって行うようになった。
1838年6月にオーストリアから授与されている男爵の称号を帯びる勅許を得る。
1847年のアイルランド大飢饉では800万ポンドの義援金を調達した。
1854年のクリミア戦争ではユダヤ人迫害を推進するロシア帝国に対する反発からイギリス・フランス・トルコ陣営を金銭面から支援した。英仏軍の軍事費を調達し、トルコにも巨額の借款を与えた。
政治家たちの中でもとりわけ同じユダヤ人（キリスト教に改宗しているが）のベンジャミン・ディズレーリと親しくした。ディズレーリは毎週のように週末にはピカデリーにあるライオネル邸を訪れて夕食の御相伴にあずかっていた。1875年にエジプトのスエズ運河の株がフランスに買い取られそうになった際には当時首相になっていたディズレーリの求めに応じて緊急に400万ポンドの借款を英国政府に与え、ディズレーリはその金でイスマーイール・パシャの所持しているスエズ運河の株を買収している。これについてディズレーリはヴィクトリア女王への報告書の中で「英貨400万ポンド、それを彼らは瞬く間に用意したのです。そんなことをやってのける会社はロスチャイルド家以外にはありません。彼らは見事にやってのけたのです」と絶賛している。これ以外にもしばしば英国政府に借款を与え、その総額は4億ポンドにも達する。
父が1835年に購入したガナーズベリー・パークに大改築を加え、女王の庭園以外に並ぶものがないといわれるほど美しい庭園を完成させた。巨大な日本庭園もあり、後にここを訪問した駐英日本大使は「すばらしい。日本にもこんな立派な庭園はありませんよ」という感想を漏らしたという。
ヨーロッパの水銀鉱山を傘下に収めていくことに熱意を持っていた。晩年の1870年代にセシル・ローズが南アフリカでダイアモンド王国建設を開始しはじめると、ロスチャイルド家も積極的に南アフリカに進出して同地の銅や硝酸ソーダの企業に融資を開始した。

### 庶民院への挑戦

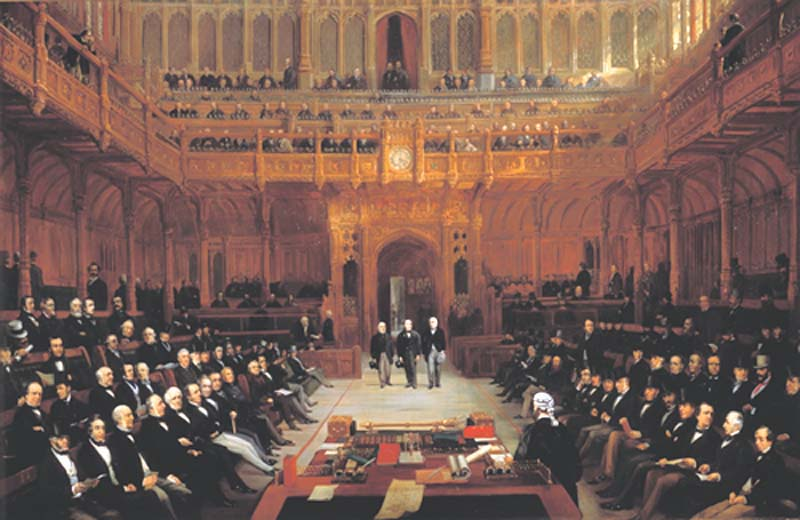
1858年に庶民院に初登院するライオネル・ド・ロスチャイルドを描いた絵画。

1847年に金融の中心地であるシティ・オブ・ロンドン選挙区からホイッグ党候補として出馬した。しかし彼はキリスト教徒としての宣誓を行うことを拒んでいたため、当選しても議員にはなれないと言われていた。それについてライオネルは「世界中で最も富み、最も重要で、最も知性ある選挙区の代表者が議会入りすることを、言葉上の形式を理由に拒否することなどできないと確信しています」と演説して反論した。
ライオネルはこの選挙に当選を果たし、これを受けて庶民院はユダヤ教式の宣誓を認めてユダヤ人議員を認めるべきとする決議を通したが、貴族院によって否決されてしまった。普段はろくに登院もしない貴族たちが「無礼なユダヤ人」に分際を弁えさせようと続々とロンドンにやって来て反対票を投じていく有様だった。だがライオネルは諦めず、その後も選挙のたびにシティ・オブ・ロンドン選挙区から出馬して当選を続けた。そしてそのたびにユダヤ教宣誓を認めるべきとする動議を提出されるも貴族院に否決され続けた。1858年に至って宣誓の方式は庶民院・貴族院でそれぞれ独自に定めるという法案が可決されたことで、庶民院においてはユダヤ教の宣誓が認められるようになった。ここにライオネルは誰にも憚ることなくユダヤ教の宣誓に基づき、庶民院の議席に座ることができるようになった。これを喜んだロンドン・ユダヤ人協会から「市民的自由と宗教的自由のための戦いに勝利した」とする祝電を送られた。
11年の苦難の末に手に入れた議席であったが、ライオネルが庶民院に登院することはほとんどなかった。議場で演説を行うことも一度もなかった。彼は自分が議員活動をしたかったのではなく、自らが先例となることで同胞たちに議会の扉を開きたかったのである。
続いて貴族院への門を開かせることを目指し、1869年に首相ウィリアム・グラッドストンに叙爵の推挙をしてもらったが、この時にはヴィクトリア女王の反発を買って退けられた。ユダヤ人であること、また貴族の条件である地主の面より、企業家・投機家の面の方が強いと看做されたためだった。結局ライオネルの代に貴族になる事は叶わず、彼の息子であるナサニエルの代の1885年になってロスチャイルド男爵の爵位を与えられることになる。

### 死去

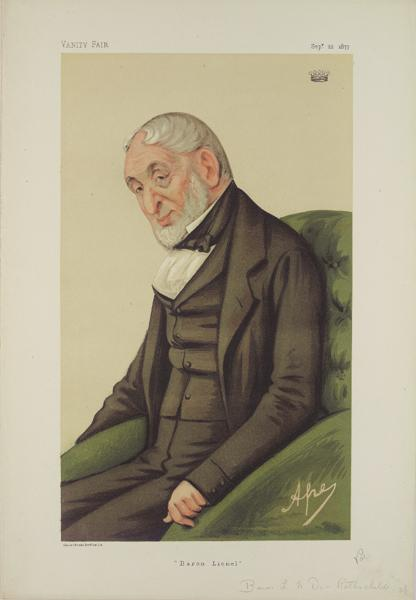
1877年9月22日の『バニティ・フェア』誌に描かれた晩年の似顔絵。

1870年に次弟ナサニエル、1874年には三弟メイヤー、1876年には長弟アンソニーが死去する。ライオネルも弟たちの後を追うように1879年に死去した。

## 子女
1836年にナポリ家の祖であるカール・マイアー・フォン・ロートシルトの娘シャーロットと結婚し、彼女との間に以下の5子を儲ける。
- 第一子（長女）レオノラ（1837年-1911年）フランス家のアルフォンス・ド・ロチルド男爵と結婚
- 第二子（次女）エヴェリナ（英語版）（1839年-1866年）ウィーン家出身で英国に帰化したファーディナンドと結婚。
- 第三子（長男）ナサニエル・メイヤー（1840年-1915年）、ロスチャイルド家嫡流3代当主。初代ロスチャイルド男爵に叙される。
- 第四子（次男）アルフレッド・チャールズ（1842年-1918年）
- 第五子（三男）レオポルド（1845年-1917年）、彼から庶流が多く誕生。